# Высшая военная академия Императорской армии Японии
Высшая военная академия Императорской армии Японии (яп. 陸軍大学校 Рикугун дайгакко), сокр. Рикудай (яп. 陸大) — высшее учебное заведение в непосредственном подчинении Генерального штаба Императорской армии Японии. Была основана в районе Минато в Токио с целью модернизации и вестернизации армии Японии.

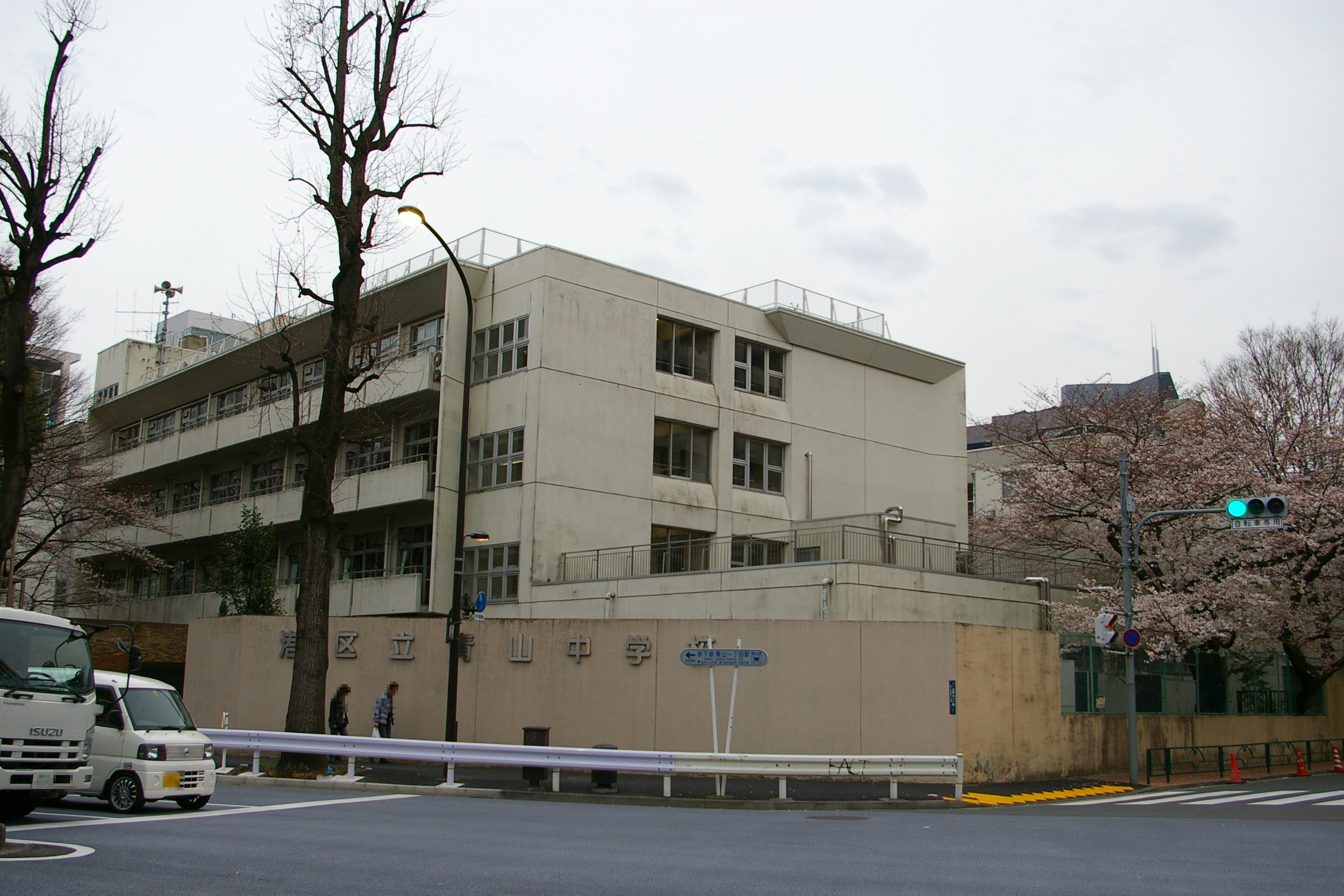
Место, где располагалась академия до конца Второй мировой войны

 В Академии подготавливали высший командный состав Императорской армии; через неё прошли и многие члены политической элиты Японской империи, в том числе и несколько премьер-министров (Танака, Хаяси, Абэ, Тодзё, Коисо, Хигасикуни).

## История
Высшая военная академия была создана в 1882 году по образцу Прусской военной академии при поддержке влиятельных прогермански настроенных министров и военных. Для подготовки были наняты немецкие офицеры. Особо выдающийся вклад внес майор Клеменс Меккель, который проводил реорганизацию регулярной армии с гарнизонной системы на дивизионную. Подчиняясь непосредственно Генеральному штабу Японской Императорской армии, академия специализировалась в основном на обучении тактике, и рассматривалась как вершина армейской системы образования, необходимая для занятия штаб-офицерских и генеральских должностей. По этой причине туда принимались только выпускники Военной академии Императорской армии Японии, прослуживших в офицерском звании от двух до шести лет (как правило, в звании капитана). Каждый набор состоял из 30—35 слушателей. Обучение, как правило, нацелено было на механическое запоминание, с небольшим стимулированием творческого мышления и дискуссий среди слушателей. Каждый год шесть лучших слушателей награждались армейским мечом императора.

## Роспуск
После капитуляции Японии в 1945 году академия была распущена вместе со всей Императорской армией, успев сделать 60 выпусков.